# 楊宗岱
楊宗岱（1610年—？），字震生，號有懷，山西省平陽府安邑縣人，清朝政治人物、進士出身。

## 生平
明崇祯十二年（1639年）己卯科山西乡试第九名举人，清順治三年（1646年），登進士，后升任湖广襄阳府知府，順治十六年，升任福建都转运盐使司运使。